# Валбона (Алесандрија)
Валбона (итал. Valbona) је насеље у Италији у округу Алесандрија, региону Пијемонт.
Према процени из 2011. у насељу је живело 11 становника. Насеље се налази на надморској висини од 329 м.